# Zavallea, Mlîniv
Zavallea (în ucraineană Завалля) este un sat în comuna Torhovîțea din raionul Mlîniv, regiunea Rivne, Ucraina.

## Demografie
Componența lingvistică a localității Zavallea
     Ucraineană (100%)
Conform recensământului din 2001, toată populația localității Zavallea era vorbitoare de ucraineană (100%).